# 戸田為春
戸田 為春（とだ ためはる）は、安土桃山時代から江戸時代初期の武士。藤原惺窩の門人としても知られた。

## 生涯
徳川氏家臣の戸田一西の三男として生まれる。慶長2年（1597年）、本多政重と共に岡部荘八（徳川秀忠の乳母大姥局の息子）を殺害し逐電する。後に浅野幸長に仕えた。慶長20年（1615年）、浅野長晟に従い、組頭として大坂夏の陣に出陣したが、軍法違反により致仕した。寛永元年（1624年）5月29日死去。
娘は長兄で大垣藩主の氏鉄の養女として公家の六条有純に嫁ぎ、その娘の永光院（お万の方）は将軍徳川家光の側室となった。その弟の氏豊は氏鉄に寄宿していたが、姉の推挙により戸田姓を名乗って江戸幕府に高家として仕えた。